# Districtul Aveiro
Districtul Aveiro (portugheză Distrito de Aveiro) este un district în nordul Portugaliei, cu reședința în Aveiro. Are o populație de 713 576 locuitori și suprafață de 2 808 km².

## Municipii
- Águeda
- Albergaria-a-Velha
- Anadia
- Arouca
- Aveiro
- Castelo de Paiva
- Espinho
- Estarreja
- Ílhavo
- Mealhada
- Murtosa
- Oliveira de Azeméis
- Oliveira do Bairro
- Ovar
- Santa Maria da Feira
- São João da Madeira
- Sever do Vouga
- Vagos
- Vale de Cambra